# Station Béna-Fanès
Station Béna-Fanès is een spoorwegstation in de Franse gemeente Enveitg.